# Christian Bolaños
Christian Bolaños Navarro, född 17 maj 1984 i Hatillo de San José, är en costaricansk fotbollsspelare som spelar som ytter för Deportivo Saprissa och det costaricanska landslaget.
Hans bror, Jonathan, är även en fotbollsspelare.

## Karriär
I augusti 2020 blev Bolaños klar för en återkomst i norska IK Start. I januari 2021 blev Bolaños klar för sin andra återkomst i costaricanska Saprissa.